# Rio Ulúa
O Rio Ulúa é um rio da América Central que banha as Honduras. Nasce na área central montanhosa do país, perto de La Paz, e percorre cerca de 358 km no sentido sul-norte até desaguar no golfo das Honduras, onde desagua em 15°55′N 87°43′W. Entre os afluentes principais estão os rios Sulaco,Otoro River e Chamelecon.